# Iglesia de San Andrés Apóstol (Navalperal de Tormes)
La iglesia de San Andrés Apóstol es un edificio religioso situado en Navalperal de Tormes, España.

## Historia y características
El edificio se encuentra emplazado en la localidad de Navalperal de Tormes, perteneciente a la provincia de Ávila (Castilla y León), en el valle del río Tormes.
La iglesia parroquial, con un cuerpo de tres naves, fue erigida en estilo gótico durante varias fases entre los siglos xv y xvi. La torre del campanario, al igual que la de un gran número de iglesias del valle del Tormes, constituye una torre exenta independiente del cuerpo principal del templo. En la segunda mitad del siglo xvi una reforma añadió un ábside semicircular sobrepuesto a la primitiva cabecera poligonal.